# Proudite
La proudite è un minerale.

## Etimologia
Il nome è in onore dell'ingegnere minerario australiano John Seymour Proud (1907-1997).